# Ami, Ibaraki
Ami (阿見町 Ami-machi) là thị trấn thuộc huyện Inashiki, tỉnh Ibaraki, Nhật Bản. Tính đến ngày 1 tháng 10 năm 2020, dân số ước tính thị trấn là 48.553 người và mật độ dân số là 680 người/km2. Tổng diện tích thị trấn là 71,40 km2.

## Địa lý

### Đô thị lân cận
- Ibaraki
  - Inashiki
  - Tsuchiura
  - Ushiku
  - Miho